# Liste des titres musicaux numéro un en Allemagne en 2009
Cette page liste les titres numéro un dans les meilleures ventes de disques en Allemagne pour l'année 2009 selon Media Control Charts.
Les classements sont issus des 100 meilleures ventes de singles et des 100 meilleures ventes d'albums. Ils se déroulent du vendredi au jeudi, et sont publiés le mardi par l'industrie musicale allemande.

## Classement des singles
| №  | Date         | Artiste                            | Titre                        |
| -- | ------------ | ---------------------------------- | ---------------------------- |
| 1  | 2 janvier    | Katy Perry                         | Hot n Cold                   |
| 2  | 9 janvier    | Katy Perry                         | Hot n Cold                   |
| 3  | 16 janvier   | Katy Perry                         | Hot n Cold                   |
| 4  | 23 janvier   | Katy Perry                         | Hot n Cold                   |
| 5  | 30 janvier   | James Morrison feat. Nelly Furtado | Broken Strings               |
| 6  | 6 février    | James Morrison feat. Nelly Furtado | Broken Strings               |
| 7  | 13 février   | James Morrison feat. Nelly Furtado | Broken Strings               |
| 8  | 20 février   | James Morrison feat. Nelly Furtado | Broken Strings               |
| 9  | 27 février   | James Morrison feat. Nelly Furtado | Broken Strings               |
| 10 | 6 mars       | Silbermond                         | Irgendwas bleibt             |
| 11 | 13 mars      | Lady Gaga                          | Poker Face                   |
| 12 | 20 mars      | Lady Gaga                          | Poker Face                   |
| 13 | 27 mars      | Lady Gaga                          | Poker Face                   |
| 14 | 3 avril      | Lady Gaga                          | Poker Face                   |
| 15 | 10 avril     | Lady Gaga                          | Poker Face                   |
| 16 | 17 avril     | Lady Gaga                          | Poker Face                   |
| 17 | 24 avril     | Lady Gaga                          | Poker Face                   |
| 18 | 1er mai      | Lady Gaga                          | Poker Face                   |
| 19 | 8 mai        | Lady Gaga                          | Poker Face                   |
| 20 | 15 mai       | Lady Gaga                          | Poker Face                   |
| 21 | 22 mai       | Lady Gaga                          | Poker Face                   |
| 22 | 29 mai       | Daniel Schuhmacher                 | Anything but Love            |
| 23 | 5 juin       | Daniel Schuhmacher                 | Anything but Love            |
| 24 | 12 juin      | Daniel Schuhmacher                 | Anything but Love            |
| 25 | 19 juin      | Lady Gaga                          | Poker Face                   |
| 26 | 26 juin      | Lady Gaga                          | Poker Face                   |
| 27 | 3 juillet    | Emilíana Torrini                   | Jungle Drum                  |
| 28 | 10 juillet   | Emilíana Torrini                   | Jungle Drum                  |
| 29 | 17 juillet   | Emilíana Torrini                   | Jungle Drum                  |
| 30 | 24 juillet   | Emilíana Torrini                   | Jungle Drum                  |
| 31 | 31 juillet   | Emilíana Torrini                   | Jungle Drum                  |
| 32 | 7 août       | Emilíana Torrini                   | Jungle Drum                  |
| 33 | 14 août      | Emilíana Torrini                   | Jungle Drum                  |
| 34 | 21 août      | Emilíana Torrini                   | Jungle Drum                  |
| 35 | 28 août      | Marit Larsen                       | If a Song Could Get Me You   |
| 36 | 4 septembre  | Marit Larsen                       | If a Song Could Get Me You   |
| 37 | 11 septembre | Marit Larsen                       | If a Song Could Get Me You   |
| 38 | 18 septembre | Marit Larsen                       | If a Song Could Get Me You   |
| 39 | 25 septembre | Marit Larsen                       | If a Song Could Get Me You   |
| 40 | 2 octobre    | Rammstein                          | Pussy                        |
| 41 | 9 octobre    | David Guetta feat. Akon            | Sexy Bitch                   |
| 42 | 16 octobre   | Lady Gaga                          | Paparazzi                    |
| 43 | 23 octobre   | Robbie Williams                    | Bodies                       |
| 44 | 30 octobre   | Robbie Williams                    | Bodies                       |
| 45 | 6 novembre   | Robbie Williams                    | Bodies                       |
| 46 | 13 novembre  | Ich + Ich                          | Pflaster                     |
| 47 | 20 novembre  | Robbie Williams                    | Bodies                       |
| 48 | 27 novembre  | Ich + Ich                          | Pflaster                     |
| 49 | 4 décembre   | Ich + Ich                          | Pflaster                     |
| 50 | 11 décembre  | Black Eyed Peas                    | Meet Me Halfway              |
| 51 | 18 décembre  | Aura Dione                         | I Will Love You Monday (365) |
| 52 | 25 décembre  | Keri Hilson                        | I Like                       |

## Classement des albums
| №  | Date         | Artiste              | Titre                         |
| -- | ------------ | -------------------- | ----------------------------- |
| 1  | 2 janvier    | Herbert Grönemeyer   | Was muss muss – Best of       |
| 2  | 9 janvier    | Herbert Grönemeyer   | Was muss muss – Best of       |
| 3  | 16 janvier   | Herbert Grönemeyer   | Was muss muss – Best of       |
| 4  | 23 janvier   | Adoro (de)           | Adoro                         |
| 5  | 30 janvier   | Adoro (de)           | Adoro                         |
| 6  | 6 février    | Bruce Springsteen    | Working on a Dream            |
| 7  | 13 février   | Bruce Springsteen    | Working on a Dream            |
| 8  | 20 février   | Peter Fox            | Stadtaffe                     |
| 9  | 27 février   | Mando Diao           | Give Me Fire                  |
| 10 | 6 mars       | Peter Fox            | Stadtaffe                     |
| 11 | 13 mars      | U2                   | No Line on the Horizon        |
| 12 | 20 mars      | Peter Fox            | Stadtaffe                     |
| 13 | 27 mars      | Peter Fox            | Stadtaffe                     |
| 14 | 3 avril      | Silbermond           | Nichts passiert               |
| 15 | 10 avril     | Silbermond           | Nichts passiert               |
| 16 | 17 avril     | Andrea Berg          | Zwischen Himmel & Erde        |
| 17 | 24 avril     | Silbermond           | Nichts passiert               |
| 18 | 1er mai      | Depeche Mode         | Sounds of the Universe        |
| 19 | 8 mai        | Depeche Mode         | Sounds of the Universe        |
| 20 | 15 mai       | Depeche Mode         | Sounds of the Universe        |
| 21 | 22 mai       | Depeche Mode         | Sounds of the Universe        |
| 22 | 29 mai       | Green Day            | 21st Century Breakdown        |
| 23 | 5 juin       | Sportfreunde Stiller | MTV Unplugged in New York     |
| 24 | 12 juin      | Sportfreunde Stiller | MTV Unplugged in New York     |
| 25 | 19 juin      | Placebo              | Battle for the Sun            |
| 26 | 26 juin      | a-ha                 | Foot of the Mountain          |
| 27 | 3 juillet    | Daniel Schuhmacher   | The Album                     |
| 28 | 10 juillet   | Michael Jackson      | King of Pop                   |
| 29 | 17 juillet   | Michael Jackson      | King of Pop                   |
| 30 | 24 juillet   | Michael Jackson      | King of Pop                   |
| 31 | 31 juillet   | Michael Jackson      | King of Pop                   |
| 32 | 7 août       | Michael Jackson      | King of Pop                   |
| 33 | 14 août      | Michael Jackson      | King of Pop                   |
| 34 | 21 août      | Michael Jackson      | King of Pop                   |
| 35 | 28 août      | Jan Delay            | Wir Kinder vom Bahnhof Soul   |
| 36 | 4 septembre  | Jan Delay            | Wir Kinder vom Bahnhof Soul   |
| 37 | 11 septembre | Whitney Houston      | I Look to You                 |
| 38 | 18 septembre | Pur                  | Wünsche                       |
| 39 | 25 septembre | Muse                 | The Resistance                |
| 40 | 2 octobre    | Madonna              | Celebration                   |
| 41 | 9 octobre    | Madonna              | Celebration                   |
| 42 | 16 octobre   | Tokio Hotel          | Humanoid                      |
| 43 | 23 octobre   | Xavier Naidoo        | Alles kann besser werden      |
| 44 | 30 octobre   | Rammstein            | Liebe ist für alle da         |
| 45 | 6 novembre   | Rammstein            | Liebe ist für alle da         |
| 46 | 13 novembre  | Bon Jovi             | The Circle                    |
| 47 | 20 novembre  | Robbie Williams      | Reality Killed the Video Star |
| 48 | 27 novembre  | Ich + Ich            | Gute Reise                    |
| 49 | 4 décembre   | Ich + Ich            | Gute Reise                    |
| 50 | 11 décembre  | Ich + Ich            | Gute Reise                    |
| 51 | 18 décembre  | Ich + Ich            | Gute Reise                    |
| 52 | 25 décembre  | Ich + Ich            | Gute Reise                    |

## Hit-Parade de l'année
| Singles | Albums |
| --- | --- |
| 1. Lady Gaga – Poker Face 2. Emilíana Torrini – Jungle Drum 3. Milow – Ayo Technology 4. Cassandra Steen feat. Adel Tawil – Stadt 5. Mando Diao – Dance with Somebody 6. Razorlight – Wire to Wire 7. Silbermond – Irgendwas bleibt 8. Gossip – Heavy Cross 9. The Black Eyed Peas – I Gotta Feeling 10. David Guetta feat. Kelly Rowland – When Love Takes Over 11. Marit Larsen – If a Song Could Get Me You 12. James Morrison feat. Nelly Furtado – Broken Strings 13. Katy Perry – Hot N Cold 14. David Guetta feat. Akon – Sexy Bitch 15. Polarkreis 18 – Allein Allein 16. Robbie Williams – Bodies 17. Peter Fox – Haus am See 18. Beyoncé – Halo 19. Daniel Schuhmacher – Anything but Love 20. Mark Medlock – Mamacita 21. Flo Rida feat. Kesha – Right Round 22. The Killers – Human 23. Frauenarzt & Manny Marc – Das geht ab! 24. Lady Gaga – Paparazzi 25. Cascada – Evacuate the Dancefloor | 1. Peter Fox – Stadtaffe 2. Michael Jackson – King of Pop 3. Silbermond – Nichts passiert 4. Lady Gaga – The Fame 5. Depeche Mode – Sounds of the Universe 6. Pink – Funhouse 7. Rammstein – Liebe ist für alle da 8. Adoro (de) – Adoro 9. Green Day – 21st Century Breakdown 10. Amy Macdonald – This Is the Life 11. Herbert Grönemeyer – Was muss muss – Best of 12. U2 – No Line on the Horizon 13. AC/DC – Black Ice 14. Sportfreunde Stiller – MTV Unplugged in New York 15. Twilight, chapitre I : Fascination – Soundtrack 16. Milow – Milow 17. Mando Diao – Give Me Fire 18. Robbie Williams – Reality Killed the Video Star 19. Andrea Berg – Zwischen Himmel & Erde 20. Michael Hirte – Der Mann mit der Mundharmonika 21. Rosenstolz – Die Suche geht weiter 22. a-ha – Foot of the Mountain 23. Jan Delay – Wir Kinder vom Bahnhof Soul 24. Xavier Naidoo – Alles kann besser werden 25. Pur – Wünsche |